# Paralarinia bartelsi
Paralarinia bartelsi là một loài nhện trong họ Araneidae.
Loài này thuộc chi Paralarinia. Paralarinia bartelsi được Roger de Lessert miêu tả năm 1933.